# Лазаревський Федір Матвійович
Федір Матвійович Лазаревський (20 квітня 1820 — 31 серпня 1890) — чиновник, дійсний статський радник. Третій син у дрібномаєтній українській дворянській родині Конотопського уїзду, Черніговської губернії. Служив в Оренбурзькій прикордонній комісії з 1845, там першим серед братів близько познайомився з Тарасом Шевченком, який тоді знаходився в солдатчині у Оренбурзі. З 1854 служив у Петербурзі чиновником особливих доручень (за губернатора), а потім у департаменті наділів. З 1859 керував питомими конторами в Орлі й Ставрополі.